# Michael Anthony Crisfield
Michael Anthony Crisfield (Londres, 26 de julho de 1942 — 19 de fevereiro de 2002) foi um matemático e engenheiro estrutural britânico.
Foi especialista de destaque em mecânica computacional não-linear.
Faleceu de câncer aos 59 anos de idade.

## Livros
- Crisfield, M. A., Non-Linear Finite Element Analysis of Solids and Structures, Volume 1: Essentials, John Wiley & Sons 1991
- Crisfield, M. A., Non-Linear Finite Element Analysis of Solids and Structures, Volume 2: Advanced Topics, John Wiley & Sons 1997